# Cezary Wilk
Cezary Stefan Wilk (Varsovia, Polonia, 12 de febrero de 1986) es un exfutbolista polaco. Jugaba como mediocentro y su último club fue el Real Zaragoza.

## Trayectoria
Durante su infancia, Wilk jugó en las categorías inferiores del club de su ciudad, el Polonia Varsovia. Debutó en la Ekstraklasa con la edad de diecinueve años en el Korona Kielce, al que perteneció cinco años, siendo cedido media temporada en 2007 al ŁKS Łódź.
En el año 2010 firma un contrato de cuatro años con el Wisła Cracovia, con el que fue campeón polaco en el 2011. Con este equipo jugó más de cien partidos, marcando siete goles. 
Después de rescindir su contrato con el Wisła, el 13 de agosto de 2013 se hizo oficial su fichaje por el Deportivo de La Coruña para las dos próximas temporadas. Jugó la temporada 2013/14 en la Segunda División de España, logrando el ascenso a la máxima categoría del fútbol español. A la temporada siguiente, ya en Primera División, juega poco más de una decena de partidos finalizando así su paso por el equipo coruñés.
En verano de 2015 ficha por el Real Zaragoza volviendo a competir en Segunda a la espera de conseguir un nuevo ascenso con otro club histórico del fútbol español.
El 20 de marzo de 2018 se retira debido a sus problemas con la rodilla.

## Selección nacional
Formó parte de las selecciones sub-21 y sub-23 polacas, hasta que debutó con la selección absoluta el 10 de diciembre de 2010, en un partido contra Bosnia-Herzegovina.

## Clubes
| Club                         | País    | Año       |
| ---------------------------- | ------- | --------- |
| Korona Kielce                | Polonia | 2005-2007 |
| ŁKS Łódź                     | Polonia | 2007      |
| Korona Kielce                | Polonia | 2007-2010 |
| Wisła Cracovia               | Polonia | 2010-2014 |
| R. C. Deportivo de La Coruña | España  | 2013-2015 |
| Real Zaragoza                | España  | 2015-2018 |

## Palmarés

### Campeonatos nacionales
| Título      | Club           | País    | Año  |
| ----------- | -------------- | ------- | ---- |
| Ekstraklasa | Wisła Cracovia | Polonia | 2011 |